# Sistema de alimentación ininterrumpida

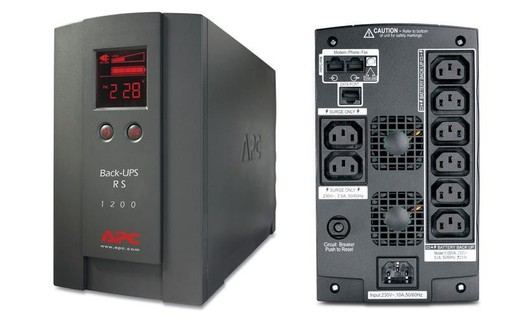
SAI en vista frontal y trasera.

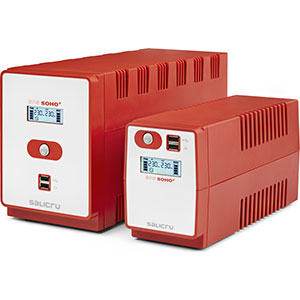
Vistas frontales SAIs

Sistemas de alimentación ininterrumpida (SAI), en inglés Uninterruptable Power Supply (UPS), es un dispositivo que gracias a sus baterías y otros elementos almacenadores de energía, durante un apagón eléctrico puede proporcionar energía eléctrica por un tiempo limitado a todos los dispositivos que tenga conectados. Otra función que se puede añadir a estos equipos es mejorar la calidad de la energía eléctrica que llega a las cargas, filtrando subidas y bajadas de tensión y eliminando armónicos de la red en caso de usar corriente alterna.
Los SAI proporcionan energía eléctrica a equipos llamados cargas críticas, como aparatos médicos, industriales o informáticos que requieren alimentación permanente y de calidad, para estar siempre operativos y sin fallos (picos o caídas de tensión).
La unidad de potencia para configurar un UPS es el voltiamperio (VA), que es la potencia aparente, o el vatio (W), que es la potencia activa, también denominada potencia efectiva o eficaz, consumida por el sistema. Para calcular cuánta energía requiere un equipo de SAI, se debe conocer su consumo. Si la que se conoce es la potencia efectiva o eficaz, en vatios, se multiplica la cantidad de vatios por 1,4 para tener en cuenta el pico máximo de potencia que puede alcanzar el equipo. Por ejemplo: (200 W × 1,4) = 280 VA. Si lo que encuentra es la tensión y la corriente nominales, para calcular la potencia aparente (VA) hay que multiplicar la corriente (amperios) por la tensión (voltios), por ejemplo: (3 amperios × 220 voltios) = 660 VA.

## Tipos de SAI

### SAI de corriente continua
Las cargas conectadas a los SAI requieren una alimentación de corriente continua. Por tanto, éstos transformarán la corriente alterna de la red comercial a corriente continua, y la usarán para alimentar la carga y almacenarla en sus baterías. Por eso, no necesitan convertidores entre las baterías y las cargas.

#### Tipos de SAI

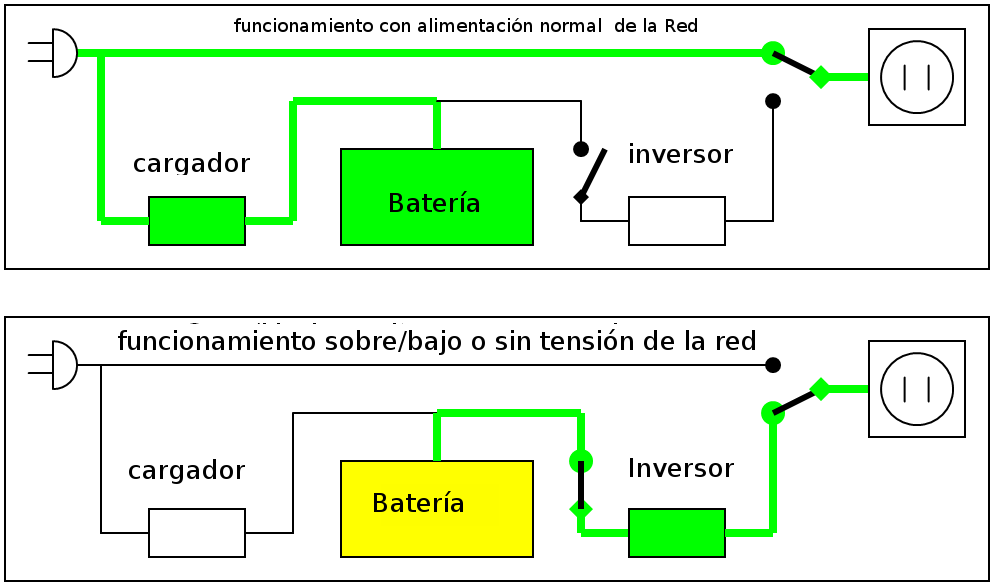
SAI Stanby u Offline

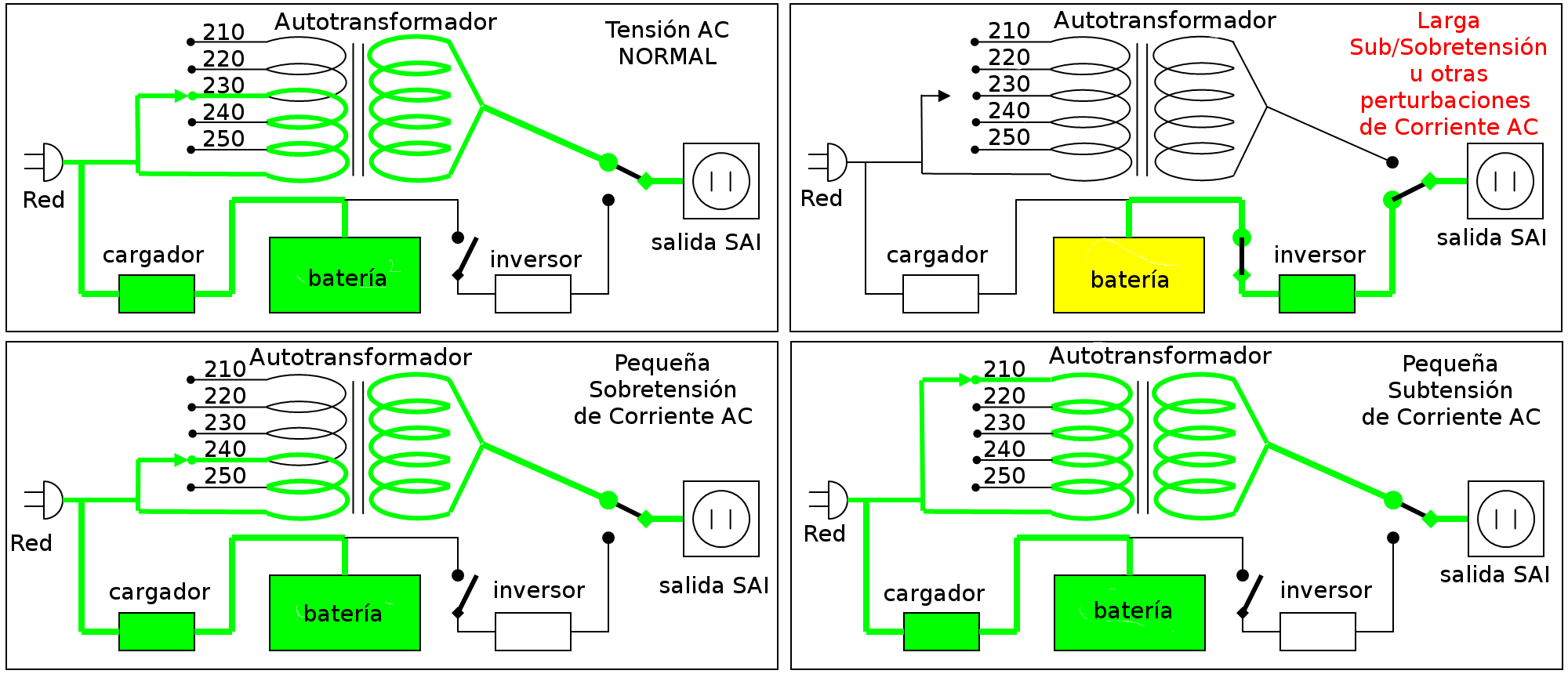
SAI línea Interactiva

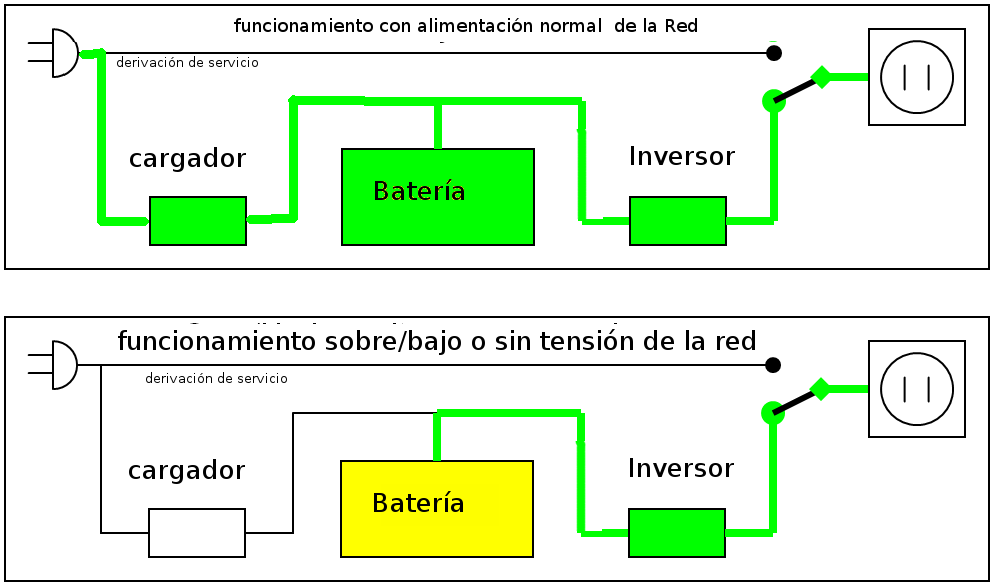
SAI On-line o Doble Conversión

Principalmente existen 3 tipos de SAI. Cada uno corrige diferentes fallos comunes del suministro eléctrico:
- UPS offline. Corrige los siguientes fallos eléctricos
  - Fallos de alimentación
  - Caídas de tensión.
  - Sobretensiones prolongadas.
  - Picos de corriente, sobretensiones y subtensiones.
- UPS Line Interactive. Corrige:
  - Fallos de alimentación
  - Caídas de tensión.
  - Picos de corriente, sobretensiones y subtensiones.
  - Infratensiones prolongadas.
  - Sobretensiones prolongadas.
- UPS online. Este tipo de UPS es el más seguro y el que más fallos eléctricos corrige.
  - Fallos de alimentación
  - Caídas de tensión.
  - Picos de corriente, sobretensiones y subtensiones.
  - Infratensiones prolongadas.
  - Sobretensiones prolongadas.
  - Distorsiones en la onda de la línea.
  - Variaciones en las frecuencias.
  - Microcortes.
  - Distorsión armónica.

## Fallos comunes en el suministro de energía eléctrica
El papel del UPS es suministrar potencia eléctrica en ocasiones de fallo de suministro, en un intervalo de tiempo “corto” (si es un fallo en el suministro de la red, hasta que comiencen a funcionar los sistemas aislados de emergencia). Sin embargo, muchas UPS son capaces de corregir otros fallos de suministro:
- Corte de energía: pérdida total de tensión de entrada.
- Sobretensión: cuando la tensión supera el 110 % del valor nominal.
- Caída de tensión: cuando la tensión es inferior al 85-80 % de la nominal.
- Picos de tensión.
- Ruido eléctrico o electromagnético.
- Inestabilidad en la frecuencia.
- Distorsión armónica, cuando la onda sinusoidal suministrada no tiene esa forma.

Habitualmente, los fabricantes de SAI clasifican los equipos en función de los fallos eléctricos que corrigen. Se puede obtener un regulador de voltaje que, además de evitar sobrecargas eléctricas, mantenga funcionando el equipo durante varios minutos en caso de un fallo de energía.